# زيسوم
زيسوم (بالإنجليزية: zêsum)‏ هي منطقة سكنية تقع في الصين في أزمة التبت والصين.[بحاجة لمصدر] يقدر عدد سكانها بـ
- نسمة .